# Jalgpalliklubi Sillamäe Kalev
Lo Jalgpalliklubi Sillamäe Kalev, meglio noto come Kalev Sillamäe e dal 2023 come NPM Silmet Sillamäe, è una società calcistica estone di Sillamäe, attiva dal 1992 al 2024 nel calcio estone.

## Storia

### Periodo sovietico
Fondato nel 1951, partecipò per la prima volta al campionato regionale sovietico dell'Estonia nel 1957, classificandosi all'ultimo posto e retrocedendo.
Tornò a disputare la competizione nel 1973 e la mantenne fino all'ultima edizione del 1991.

### Periodo estone
A seguito dell'indipendenza dell'Estonia, il Kalev Sillamäe prese parte alla prima edizione della Meistriliiga nel 1992, che concluse all'undicesimo posto. Terminò nella stessa posizione anche le due stagioni seguenti, ma nell'ultimo caso significò retrocessione, data la riduzione del numero di squadre partecipanti alla massima serie. Trascorse i successivi dieci anni tra Esiliiga e II Liiga, per poi retrocedere in III Liiga nel 2004.
Da quell'anno la squadra riprese quota, ottenendo subito la promozione in II Liiga e un'ulteriore promozione in Esiliiga due anni più tardi. Nel 2007, stagione del ritorno in Esiliiga, arrivò al terzo posto dietro le seconde squadre di Levadia e Flora e ottenne la promozione in Meistriliiga, ritornando nella massima serie dopo quattordici stagioni.
In Meistriliiga ha conquistato due secondi posti come miglior piazzamento, nel 2009 e nel 2014. Per ben sei volte in nove anni si è classificato quinto.
Finalista in Eesti Karikas 2015-2016, è stato sconfitto dal Flora Tallinn.
Nel 2017, subito dopo la fine del campionato in cui si era classificato ottavo, viene relegato all'ultimo posto per problemi finanziari e quindi retrocesso. L'anno successivo si iscrive in II Liiga e nel corso della stagione si dimostra insieme al FCI Tallinn la più accreditata per la vittoria del girone Nord/Est; tuttavia entrambe vengono superate dal Volta Põhja-Tallinn all'ultima giornata e il Kalev Sillamäe conclude al terzo posto, al di fuori da ogni possibilità di promozione.
Nel 2019 arriva secondo dietro al FCI Tallinn e batte allo spareggio la piazzata dell'altro girone di II Liiga, il Läänemaa. A quel punto avrebbe dovuto disputare il secondo spareggio contro il Paide Under-21, terzultima dell'Esiliiga B, ma la rinuncia del FCI Tallinn e l'incompatibilità del Paide-3 e del Kalev Tallinn III all'iscrizione in Esiliiga B hanno portato direttamente al ripescaggio del Kalev Sillamäe nella terza serie, poi sfumato a favore del Läänemaa per non aver saldato il debito del 2017 con la EJL.
Nel 2020 arriva sesto e nel 2021 è quarto, poi discende fino al decimo posto nel 2022. A fine stagione incorre in una nuova retrocessione per la negativa situazione finanziaria. Successivamente il club viene rilevato dall'azienda locale NPM Silmet, industria di lavorazione di terre rare, assumendo così la denominazione commerciale di F.C. Sillamäe NPM Silmet, con la quale partecipa alla III Liiga in cui si classifica al quinto posto nel girone est.
Per la stagione 2024 viene ripescato in II Liiga e inserito nel girone nord/est, disputato in bassa classifica e concluso all'undicesimo posto. In seguito cessa la propria attività, non prendendo parte a nessun campionato nel 2025.

## Palmarès

### Competizioni nazionali
- II Liiga: 1

2000 (girone Nord/Est)

### Altri piazzamenti
- Campionato estone:

Secondo posto: 2009, 2014
Terzo posto: 2013
- Campionato della repubblica sovietica estone:

Terzo posto: 1979
- Coppa di Estonia:

Finalista: 2015-2016
Semifinalista: 2008-2009, 2010-2011
- Esiliiga:

Terzo posto: 2007
- II Liiga:

Promozione: 1995-1996, 2006, 2019

## Statistiche

### Partecipazione ai campionati
Le statistiche comprendono le stagioni a partire dal 1992, anno della fondazione del campionato estone.
| Livello | Categoria    | Partecipazioni | Debutto | Ultima stagione | Totale |
| ------- | ------------ | -------------- | ------- | --------------- | ------ |
| 1º      | Meistriliiga | 13             | 1992    | 2017            | 13     |
| 2º      | Esiliiga     | 7              | 1996-97 | 2007            | 7      |
| 3º      | II Liiga     | 6              | 1994-95 | 2006            | 6      |
| 4º      | III Liiga    | 1              | 2004    | 2004            | 7      |
| 4º      | II Liiga     | 6              | 2018    | 2024            | 7      |
| 5º      | III Liiga    | 1              | 2023    | 2023            | 1      |

### Coppe Europee
| Stagione | Competizione       | Turno | Avversario     | Casa | Trasferta | Totale    |
| -------- | ------------------ | ----- | -------------- | ---- | --------- | --------- |
| 2010–11  | UEFA Europa League | 2Q    | Dinamo Minsk   | 0-5  | 1-5       | 1–10      |
| 2014–15  | UEFA Europa League | 1Q    | Honka          | 2-1  | 2–3 (dts) | 4–4 (gfc) |
| 2014–15  | UEFA Europa League | 2Q    | Krasnodar      | 0–4  | 0–5       | 0–9       |
| 2015–16  | UEFA Europa League | 1Q    | Hajduk Spalato | 1–1  | 2–6       | 3–7       |

## Organico

### Rosa 2016
Aggiornata a luglio 2016
| N. |                     | Ruolo | Calciatore                      |
| -- | ------------------- | ----- | ------------------------------- |
| 1  | Estonia (bandiera)  | P     | Mihhail Starodubtsev (capitano) |
| 2  | Russia (bandiera)   | D     | Alexey Cherkasov                |
| 3  | Lettonia (bandiera) | D     | Aleksandrs Solovjovs            |
| 4  | Estonia (bandiera)  | D     | Aleksandr Ivanjušin             |
| 5  | Estonia (bandiera)  | C     | Maksim Paponov                  |
| 6  | Francia (bandiera)  | A     | Kassim Aidara                   |
| 7  | Estonia (bandiera)  | C     | Dmitri Gussev                   |
| 8  | Estonia (bandiera)  | D     | Artjom Davõdov                  |
| 9  | Russia (bandiera)   | A     | Aleksandr Savin                 |
| 10 | Estonia (bandiera)  | A     | Aleksandr Volkov                |
| 11 | Estonia (bandiera)  | D     | Anton Panov                     |

| N. |                              | Ruolo | Calciatore            |
| -- | ---------------------------- | ----- | --------------------- |
| 14 | Estonia (bandiera)           | D     | Deniss Malov          |
| 16 | Estonia (bandiera)           | P     | Eduard Usikov         |
| 17 | Estonia (bandiera)           | C     | Daniil Mironov        |
| 18 | Estonia (bandiera)           | C     | Deniss Tjapkin        |
| 20 | Italia (bandiera)            | C     | Alessandro La Vecchia |
| 26 | Trinidad e Tobago (bandiera) | D     | Radanfah Abu Bakr     |
| 33 | Russia (bandiera)            | D     | Igor Dudarev          |
| 77 | Ucraina (bandiera)           | D     | Oleksandr Sukharov    |
| 95 | Estonia (bandiera)           | C     | Maksim Lipin          |
| 99 | Russia (bandiera)            | A     | Evgeny Kabaev         |

### Rosa 2014
| N. |                     | Ruolo | Calciatore           |
| -- | ------------------- | ----- | -------------------- |
| 1  | Estonia (bandiera)  | P     | Mihhail Starodubtsev |
| 2  | Giappone (bandiera) | D     | Hiroki Maehara       |
| 3  | Russia (bandiera)   | D     | Igor Dudarev         |
| 4  | Estonia (bandiera)  | D     | Andrei Sidorenkov    |
| 5  | Georgia (bandiera)  | D     | Igor Cheminava       |
| 6  | Estonia (bandiera)  | C     | Denis Vnukov         |
| 8  | Estonia (bandiera)  | C     | Viktor Plotnikov     |
| 9  | Ucraina (bandiera)  | C     | Kyrylo Silič         |
| 10 | Estonia (bandiera)  | C     | Daniil Ratnikov      |
| 13 | Estonia (bandiera)  | C     | Aleksandr Dubõkin    |
| 14 | Lituania (bandiera) | D     | Marius Činikas       |

| N. |                     | Ruolo | Calciatore                      |
| -- | ------------------- | ----- | ------------------------------- |
| 17 | Ucraina (bandiera)  | A     | Jaroslav Kvasov                 |
| 18 | Estonia (bandiera)  | C     | Deniss Tjapkin                  |
| 25 | Estonia (bandiera)  | D     | Aleksandr Ivanjušin             |
| 26 | Lituania (bandiera) | D     | Mindaugas Bagužis               |
| 27 | Estonia (bandiera)  | D     | Pavel Aleksejev                 |
| 33 | Estonia (bandiera)  | D     | Tihhon Šišov                    |
| 35 | Russia (bandiera)   | P     | Artyom Levizi                   |
| 94 | Brasile (bandiera)  | D     | João Paulo                      |
| 99 | Estonia (bandiera)  | A     | Kirill Novikov                  |
|    | Estonia (bandiera)  | A     | Vjatšeslav Zahovaiko (capitano) |
|    | Italia (bandiera)   | C     | Giorgio Di Vicino               |

### Rosa 2012
| N. |                     | Ruolo | Calciatore           |
| -- | ------------------- | ----- | -------------------- |
| 1  | Estonia (bandiera)  | P     | Mihhail Starodubtsev |
| 2  | Russia (bandiera)   | D     | Aleksej Čerkasov     |
| 5  | Lituania (bandiera) | D     | Eimantas Valaitis    |
| 7  | Estonia (bandiera)  | D     | Aleksandr Volodin    |
| 10 | Estonia (bandiera)  | A     | Vjatšeslav Zahovaiko |
| 12 | Russia (bandiera)   | D     | Igor Dudarev         |
| 15 | Estonia (bandiera)  | A     | Aleksandr Volkov     |
| 16 | Lituania (bandiera) | P     | Šarūnas Kazlauskas   |
| 17 | Estonia (bandiera)  | C     | Sergei Vihrov        |
| 18 | Estonia (bandiera)  | C     | Roman Nesterovski    |
| 19 | Francia (bandiera)  | A     | Kassim Aidara        |

| N. |                      | Ruolo | Calciatore          |
| -- | -------------------- | ----- | ------------------- |
| 20 | Lituania (bandiera)  | D     | Kazimieras Gnedojus |
| 21 | Finlandia (bandiera) | C     | Sergei Korsunov     |
| 22 | Lituania (bandiera)  | C     | Edgaras Mastianica  |
| 23 | Estonia (bandiera)   | C     | Ats Sillaste        |
| 25 | Lettonia (bandiera)  | D     | Romāns Gladiļins    |
| 26 | Estonia (bandiera)   | D     | Tanel Tamberg       |
| 27 | Estonia (bandiera)   | D     | Pavel Aleksejev     |
| 55 | Russia (bandiera)    | C     | Vladimir Malinin    |
| 71 | Georgia (bandiera)   | C     | Davit Lortkipanidze |
| 77 | Russia (bandiera)    | A     | Aleksandr Bebikh    |
| 99 | Russia (bandiera)    | A     | Evgeny Kabaev       |